# Xavantina
Xavantina là một đô thị thuộc bang Santa Catarina, Brasil. Đô thị này có diện tích 215,069 km², dân số năm 2007 là 4218 người, mật độ 18,6 người/km².